# Chặng đua GP Nga 2020
Chặng đua GP Nga 2020 (tên chính thức là Formula 1 VTB Russian Grand Prix 2020) là chặng đua thứ 10 của Giải đua xe Công thức 1 2020. Chặng đua diễn ra từ ngày 25 đến 27 tháng 09  năm 2020 tại trường đua  Sochi Autodrom, Nga. Người chiến thắng là Valtteri Bottas của đội đua Mercedes.

## Diễn biến chính
Lewis Hamilton là người giành pole và giữ được vị trí dẫn đầu. Ở phía sau, Valtteri Bottas cũng vượt được Max Verstappen để có được vị trí thứ hai. Trong giai đoạn này xảy ra va chạm ở nhóm sau giữa Charles Leclerc và Lance Stroll. Stroll tông rào bỏ cuộc. Carlos Sainz jr cũng tông rào bỏ cuộc. Hai sự cố đó buộc xe an toàn phải xuất hiện.
Trước khi cuộc đua chính bắt đầu, Hamilton thực hiện bài tập xuất phát sai quy định nên anh bị phạt tổng cộng 10 giây và đã thi hành án phạt ở lần pit đầu tiên ở vòng 17. Sau khi ra pit thì Hamilton bị tụt xuống vị trí thứ 11, nhưng khoảng thời gian còn lại là đủ để anh vượt trở lại vị trí thứ ba. Người đồng đội Bottas đã không bỏ lỡ cơ hội đẻ giành chiến thắng thứ hai trong mùa. Verstappen là người về nhì.
Trên BXH tổng, Hamilton vẫn dẫn đầu với 205 điểm.

## Kết quả
| Stt                                                         | Số xe | Tay đua            | Đội đua                   | Lap | Thời gian   | Xuất phát | Điểm |
| ----------------------------------------------------------- | ----- | ------------------ | ------------------------- | --- | ----------- | --------- | ---- |
| 1                                                           | 77    | Valtteri Bottas    | Mercedes                  | 53  | 1:34:00.364 | 3         | 26   |
| 2                                                           | 33    | Max Verstappen     | Red Bull Racing-Honda     | 53  | +7.729      | 2         | 18   |
| 3                                                           | 44    | Lewis Hamilton     | Mercedes                  | 53  | +22.729     | 1         | 15   |
| 4                                                           | 11    | Sergio Pérez       | Racing Point-BWT Mercedes | 53  | +30.558     | 4         | 12   |
| 5                                                           | 3     | Daniel Ricciardo   | Renault                   | 53  | +52.065     | 5         | 10   |
| 6                                                           | 16    | Charles Leclerc    | Ferrari                   | 53  | +1:02.186   | 10        | 8    |
| 7                                                           | 31    | Esteban Ocon       | Renault                   | 53  | +1:08.006   | 7         | 6    |
| 8                                                           | 26    | Daniil Kvyat       | AlphaTauri-Honda          | 53  | +1:08.740   | 11        | 4    |
| 9                                                           | 10    | Pierre Gasly       | AlphaTauri-Honda          | 53  | +1:29.766   | 9         | 2    |
| 10                                                          | 23    | Alexander Albon    | Red Bull Racing-Honda     | 53  | +1:37.860   | 15        | 1    |
| 11                                                          | 99    | Antonio Giovinazzi | Alfa Romeo Racing-Ferrari | 52  | +1 lap      | 17        |      |
| 12                                                          | 20    | Kevin Magnussen    | Haas-Ferrari              | 52  | +1 lap      | 18        |      |
| 13                                                          | 5     | Sebastian Vettel   | Ferrari                   | 52  | +1 lap      | 14        |      |
| 14                                                          | 7     | Kimi Räikkönen     | Alfa Romeo Racing-Ferrari | 52  | +1 lap      | 19        |      |
| 15                                                          | 4     | Lando Norris       | McLaren-Renault           | 52  | +1 lap      | 8         |      |
| 16                                                          | 6     | Nicholas Latifi    | Williams-Mercedes         | 52  | +1 lap      | 20        |      |
| 17                                                          | 8     | Romain Grosjean    | Haas-Ferrari              | 52  | +1 lap      | 16        |      |
| 18                                                          | 63    | George Russell     | Williams-Mercedes         | 52  | +1 lap      | 13        |      |
| Ret                                                         | 55    | Carlos Sainz Jr.   | McLaren-Renault           | 0   | Accident    | 6         |      |
| Ret                                                         | 18    | Lance Stroll       | Racing Point-BWT Mercedes | 0   | Collision   | 12        |      |
| Fastest lap: Valtteri Bottas (Mercedes) – 1:37.030 (lap 51) |       |                    |                           |     |             |           |      |

Nguồn: Trang chủ Formula1